# Thorsten Götze
Thorsten Götze (Rettenberg, 26 aprile 1978) è un ex sciatore alpino e sciatore freestyle tedesco.

## Biografia
Attivo inizialmente nello sci alpinio, in Coppa Europa Götze esordì il 10 dicembre 1995 in Val Gardena in discesa libera (47º) e ottenne il miglior piazzamento il 17 dicembre 1997 a Piancavallo nella medesima specialità (6º). In Coppa del Mondo disputò due gare, a Val-d'Isère il 7 e l'8 dicembre 2001: nella prima, un supergigante, non concluse la gara; nella seconda, una discesa libera, si classificò 57º. Prese per l'ultima volta il via in Coppa Europa il 21 dicembre 2001 a Saalbach-Hinterglemm in supergigante (56º) e si ritirò al termine di quella stessa stagione 2001-2002; la sua ultima gara nello sci alpino fu la discesa libera dei Campionati tedeschi 2002, disputata a Saalbach-Hinterglemm il 19 marzo e chiusa da Götze al 13º posto. 
Dalla stagione 2003-2004 si dedicò al freestyle, specialità ski cross: in Coppa del Mondo esordì il 18 gennaio 2004 a Laax, sua prima gara nella disciplina (41º), ottenne il miglior piazzamento il 15 gennaio 2005 a Pozza di Fassa (15º) e prese per l'ultima volta il via il 3 febbraio 2006 a Pec pod Sněžkou (30º), sua ultima gara in carriera. Non prese parte a rassegne olimpiche o iridate.

## Palmarès

### Sci alpino

#### Coppa Europa
- Miglior piazzamento in classifica generale: 127º nel 1999 e nel 2000

#### Campionati tedeschi
- 3 medaglie:
  - 1 argento (discesa libera nel 1996)
  - 2 bronzi (discesa libera, supergigante nel 2001)

### Freestyle

#### Coppa del Mondo
- Miglior piazzamento in classifica generale: 161º nel 2005
- Miglior piazzamento nella Coppa del Mondo di ski cross: 42º nel 2005